# Police United Football Club (Belize)
Pour le club thaïlandais de football basé à Bangkok, voir Police United Football Club.
Le Police United Football Club est un club de football bélizien basé dans la ville de Belmopan au Belize.

## Palmarès
- Championnat du Belize (2) :
  - Champion : 2013 (C), 2015 (A)
  - Vice-champion : 2012 (C), 2012 (A), 2014 (C), 2014 (A)